# Lac Garou
Le lac Garou situé dans le delta central du Niger est un lac du Mali situé entre le lac Do et le lac Haribongo près de la ville de Tiabou. Il fait partie du système hydraulique du lac Niangay.